# 龙巴
龙巴（法語：Rombas，法語發音：[ʁɔ̃bɑ]；洛林语：Rombéch）是法国摩泽尔省的一个市镇，位于梅斯市区西北部奥恩河畔，属于奥恩-摩泽尔地区市镇公共社区。

## 地名
该地名“Rombas”发音为[ʁɔ̃bɑ]，字母“s”不发音，《世界地名翻译大辞典》与《世界地名译名词典》将其误译作“龙巴斯”。

## 地理
龙巴（49°14'58"N, 6°5'41"E）面积11.69 平方千米，位于法国大東部大區摩泽尔省，该省份为法国东北部内陆省份，是洛林的一部分，西南接默尔特-摩泽尔省，东临下莱茵省，北与卢森堡和德国接壤。
与龙巴接壤的市镇（或旧市镇、城区）包括：阿姆内维尔、克卢昂日、马朗日-锡尔旺日、大穆瓦约夫尔、皮埃尔维莱、罗斯朗日、奥恩河畔维特里。

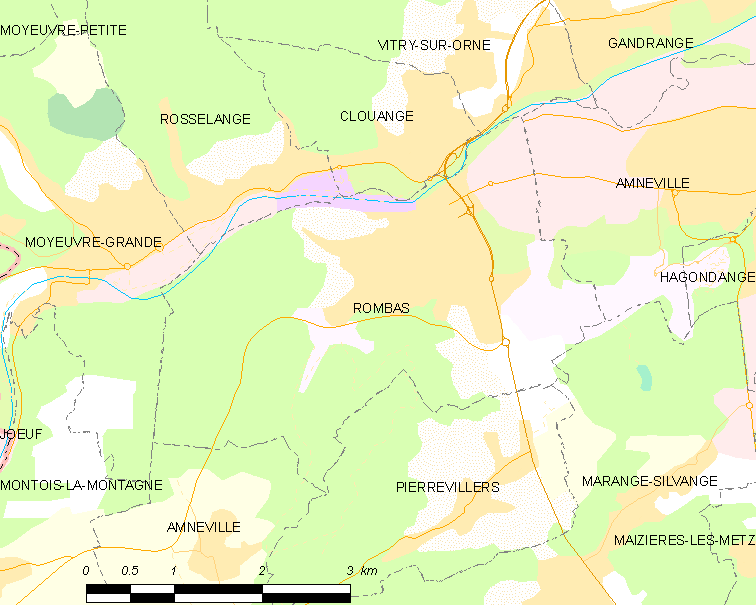
龙巴的OSM定位图

龙巴的时区为UTC+01:00、UTC+02:00（夏令时）。

## 行政
龙巴的邮政编码为57120，INSEE市镇编码为57591。

## 政治
龙巴所属的省级选区为龙巴县。

## 人口

1962-2008年间龙巴人口变化图示

龙巴于2022年1月1日时的人口数量为9534人。